# El Fitó (Sant Feliu de Codines)
El Fitó és una muntanya de 669 metres del terme municipal de Sant Feliu de Codines, a la comarca del Vallès Oriental.
Es troba en el racó nord-est del terme, a prop del límit amb Bigues i Riells i Sant Quirze Safaja. És la muntanya que domina la Vall de Sant Miquel i el paratge de Sant Miquel del Fai pel costat de ponent. És a la dreta del Tenes, que té un llarg recorregut resseguint la muntanya des del nord-oest fins al sud-est, passant pel nord i est. En el seu costat de llevant hi ha el Cingle del Fitó, i al del sud-est, els Cingles del Perer. Davant seu, a llevant i a l'altre costat del Tenes, comencen els Cingles de Bertí. En els seus vessants sud-occidentals hi ha el Turó del Campcirer i la masia del Flequer.